# Desa Pringgabaya
Desa Pringgabaya är en administrativ by i Indonesien.   Den ligger i provinsen Nusa Tenggara Barat, i den sydvästra delen av landet, 1 100 km öster om huvudstaden Jakarta. Desa Pringgabaya ligger på ön Lombok Island.